# Rio Pedreira
O rio Pedreira é um rio brasileiro que banha o estado do Amapá. O seu nome se deve ao fato de ter muitas pedras. Dele foram retiradas pedras para a construção da fortaleza de são José no município de Macapá. É um dos principais rios do Amapá, passa pela cidade de Itaubal do Piriri e deságua no rio Amazonas.
O Rio Pedreira passa pelo Cabo Ipixuna Miranda.